# پارک مارک
پارک مارک، یک فیلم مستند نیمه‌بلند به کارگردانی بکتاش آبتین و محصول سال ۱۳۸۸ است.
این ششمین فیلم آبتین است که بر اساس زندگی واقعی سارقی به نام «مارکاس سوتیازیان» ساخته شده‌است. پارک مارک توانست دیپلم افتخار بهترین صدابرداری را در چهاردهمین جشن سینمای ایران کسب کند. بکتاش در این فیلم از عوامل مطرح سینما در حوزهٔ تصویر و صدا نظیر تورج اصلانی و نظام کیایی بهره برد و تدوین آن به عهدهٔ محمد شیروانی بود.

## داستان
این فیلم مستند به زندگی مردی به نام «مارکاس سوتیازیان» می‌پردازد که معتاد به ماده مخدر کراک است و شبانه از صندوق‌های صدقات سرقت می‌کند. این فرد در گذشته مقیم آمریکا بوده و پس از زندانی شدن به دلیل قتل و خلاف‌های مختلف، دیپورت شده و پس از بازگشت به ایران، یک کارتن‌خواب است. پارک مارک روایتگر یک شبانه‌روز زندگی او است.

## نقد و نظر
فیلم اگرچه ازلحاظ ساختاری شبیه یک مونولوگ طولانی است، اما تدوین و ریتم مناسب باعث می‌شود که مخاطب متوجه این موضوع نشود. احمد زاهدی لنگرودی، مستندساز و روزنامه‌نگار، اعتقاد دارد که تصویر و صدابرداری خیابانی فیلم که بسیاری از لحظاتش در شب می‌گذرد از نمونه‌های فنی موفق تاریخ سینمای مستند ایران است. منتقدان گوناگونی صدابرداری پارک مارک را، که برنده دیپلم افتخار صدابرداری جشن سینما شد، ستوده‌اند. یزدان سلحشور، منتقد، در این‌باره می‌گوید: «صدا شخصیت اصلی فیلم است و حضور یک حرفه‌ای تمام‌عیار در حوزه صدابرداری، جان‌مایه اثر را زیر پوشش گارانتی خود دارد. کاربرد صدا در فیلم نیز دارای همان اهمیتی‌ست که در آثار موج نو و نسخه آمریکایی این موج یعنی سینمای جارموش شاهد بوده‌ایم.»
نظام کیایی، صدابردار فیلم، ضمن آنکه صدای این فیلم را دل‌انگیزترین و تنها کار قابل قبول و خوب خود که دوستش دارد می‌داند، بکتاش آبتین را «سمبل مهربانی و ادب و هنر و قدرشناسی و معصومیتی پاک و کم‌نظیر در سینما» برمی‌شمرد و ماجرای همکاری‌شان را چنین بازگو می‌کند:
«سال‌ها پیش که عضو هیئت رئیسه و مسئول انجمن صدابرداران خانه سینما بودم، همکارمان آقای صالحی زنگ زد و گفت: یک جوانی چند بار آمده که شما را ببیند اما می‌گوید نمی‌خواهم مزاحم ایشان شوم، و در حیاط خانه است. خودم رفتم پایین و جوانی را دیدم با موهای فر و بسیار باادب، با کلامی مهربان. گفت: آبتین هستم و می‌خواهم یک فیلم داستانی مستند حدود یک ساعته بسازم و خیلی خیلی دلم می‌خواهد صدای فیلمم را شما بگیرید اما چون می‌دانم دستمزد واقعی شما را ندارم، آمده‌ام یک صدابردار مورد اعتماد در حد بودجهٔ من به من معرفی کنید. آن‌قدر صادق بود که گفتم شما به دستمزد من چه‌کار دارید، هر وقت شروع کردید در خدمتم و فیلم پارک مارک شروع شد.»

## جوایز و موفقیت‌ها
پارک مارک در چهاردهمین جشن سینمای ایران، نامزد جایزهٔ بهترین فیلمبرداری، صدا و کارگردانی و تدوین بود. درنهایت نظام کیایی و حسین اباصلت توانستند دیپلم افتخار بهترین صدابرداری را نیز برای این فیلم دریافت کنند. این فیلم همچنین به جشنواره‌های خارجی نظیر تسالونیکی یونان راه یافت و در بازار بین‌المللی جشنواره کن حضور داشت که جایگاه او را به عنوان یک مستندساز حرفه‌ای تثبیت کرد.